# José Antonio Pérez Gabarain
José Antonio Pérez Gabarain (Tolosa, Guipúzcoa, 16 de febrero de 1944) es un político español. Fue alcalde de la localidad guipuzcoana de Andoáin.

## Biografía
José Antonio Pérez Gabarain comenzó su vida política en Euskadiko Ezkerra, partido con el que fue alcalde de Andoáin entre 1979 y 1983. En 1993 pasó al Partido Socialista de Euskadi al fusionarse este partido con EE. Con el PSE-EE(PSOE) fue alcalde de Andoáin en dos periodos (entre 1995 y 1999 y entre 2003 y 2009).